# Zaireichthys maravensis
Zaireichthys maravensis är en fiskart som beskrevs av Eccles, Tweddle och Skelton 2011. Zaireichthys maravensis ingår i släktet Zaireichthys och familjen Amphiliidae. Inga underarter finns listade i Catalogue of Life.
Arten förekommer i Afrika i västra delen av Malawisjön samt i angränsande vattendrag. Den föredrar klart vatten och sandig botten.
För beståndet är inga hot kända. Zaireichthys maravensis fiskas inte. Hela populationen anses vara stor. IUCN listar arten som livskraftig (LC).